# Letocetum
Letocetum és una antiga ruïna d'un poblat romà. Fou un important lloc militar i estació de proveïment prop de la cruïlla de la carretera de Watling, una carretera militar romana entre North Wales i el carrer Icknield (o Ryknild), actual carretera A38. Les ruïnes són al llogaret de Wall, Staffordshire, Anglaterra. Pertany al National Trust, amb el nom "Letocetum Roman Baths Web & Museum" (Termes Romanes & Museu de Letocetum). L'English Heritage el preserva amb el nom de "Wall Roman Web".
Els romans arribaren a Letocetum l'any 50 per establir una fortalesa durant els primers anys de la invasió romana de Britànnia. El territori no podia suportar grans quantitats de soldats i Letocetum, en una important cruïlla, es va fer una estació de proveïment en gran escala. L'assentament va anar creixent amb successius balnearis i mansio construïdes per servir els viatgers oficials, així com la creixent població civil. Es coneix principalment per les excavacions detallades de 1912-13, centrades en els banys públics i la mansio, però hi ha evidència d'un assentament important amb una possible basílica, temples i un amfiteatre. Les restes visibles hui són les pedres del balneari i de la mansio, construïdes després que Letocetum deixà de tenir una funció militar. L'assentament arribà a l'auge durant el segon i tercer segles i llavors ocupava entre 8,1 hectàrees (81.000 metres quadrats) i 12 (120.000 m2).
A la darreria del segle III, la ciutat s'allotjà dintre les altes parets defensives al camí de Watling. Si Letocetum va tenir una mica d'importància en època romana, després passa a Lichfield, que està situada a 2,5 o 5 quilòmetres al nord-est. Després que els romans marxassen, a l'inici del segle V, l'assentament entra en declivi. La vila de Wall emergí en l'àrea que en temps passats ocupava Letocetum.

## Nom
El jaciment s'esmenta com a Etocetum[nt 1] en l'Itinerari d'Antoní i sembla una llatinització d'un nom britònic que reflecteix un nom indígena reconstruït com Lētocaiton ('Fusta cendrosa', vegeu gal·lés antic: Luitcoyt i gal·lés modern Lwytgoed). El nom possiblement representava una mena d'arbre predominant a l'indret, com el freixe i l'om.

## Història

### Assentament nadiu
És probable que un petit assentament nadiu brità ocupàs l'indret abans de l'arribada dels romans, possiblement com a principal estació comercial a la frontera entre dues tribus britàniques, els coritans i els midlands de l'Est el centre tribal posterior dels quals era a Ratae Corieltavorum, i els cornovis a l'oest amb la capital original, Uriconon, que més tard donaria nom a la important ciutat romana britànica de Viroconi dels Cornovis a la fortalesa Hillfort a The Wrekin. Aquestes tribus oferiren poca resistència a la dominació romana.

### Lloc militar
Prop del 50, un vexillatio romà va construir una gran fortalesa de fusta en un turó (prop de l'església de hui) a Letocetum, que arrecerà la XIV Legio Gemea durant les campanyes del governador Gal contra els brigants. Era una bona posició defensiva, però les terres pobres que cercaven la fortalesa no podien sostenir un gran nombre de soldats. Durant el període neronià aquesta fortalesa inicial se'n substituí per una de menor i Letocetum llavors esdevingué una estació de proveïment en gran escala. La majoria de tropes es va desplaçar a la fortalesa en Viroconi durant l'administració avançada de Gai Suetoni Paulí al 58.

### Lloc de proveïment

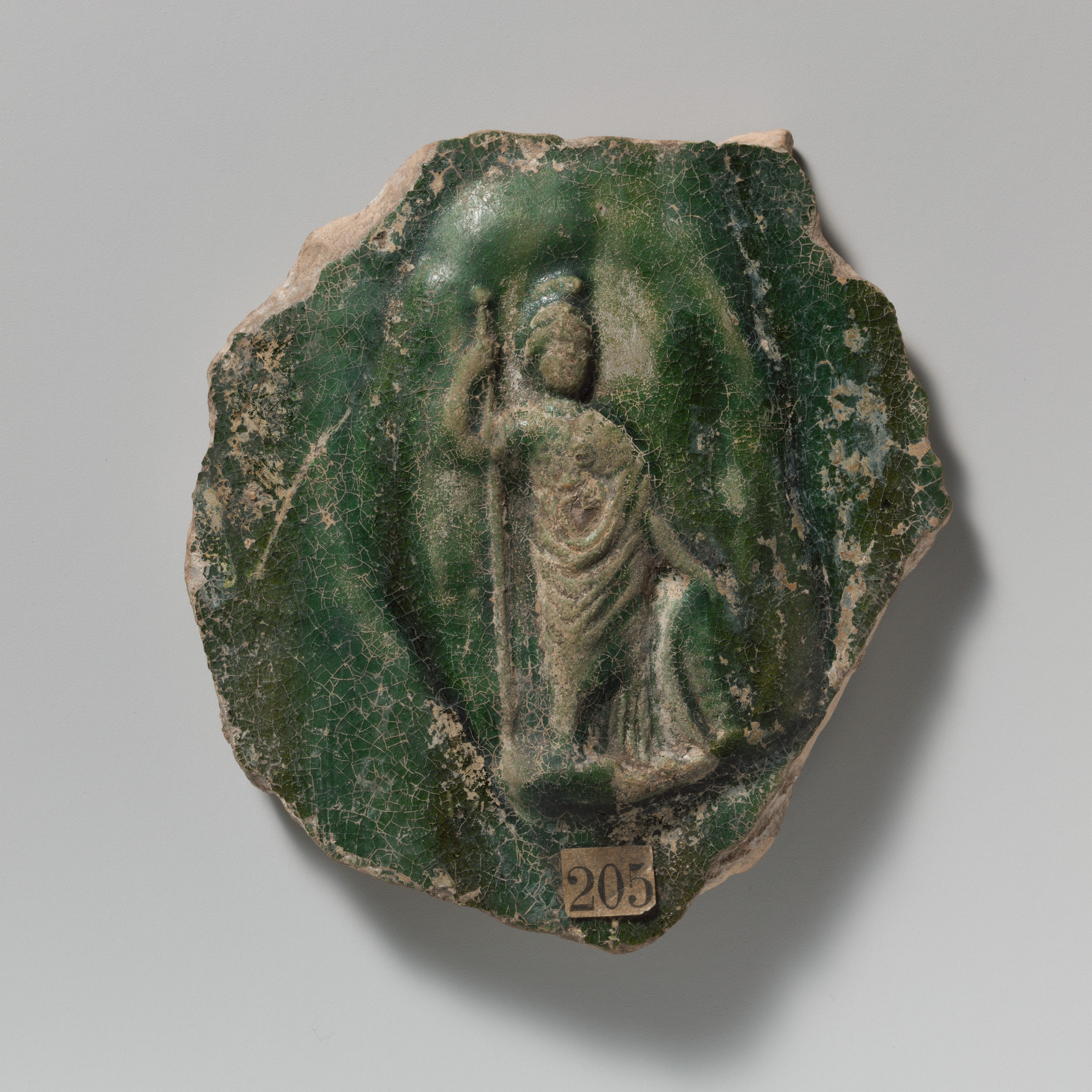
Fragment d'un vas romà del segle I amb un relleu de Minerva

Es va construir una mansio per donar allotjament als missatgers oficials que viatjaven a Watling Street, i també un balneari per a la creixent població civil. L'assentament nadiu cresqué durant el període flavià i ocupava entre 8,1 i 12 hectàrees. Es trobaren cementeris romans amb ceràmica del segle I i II a Watling Street el 1927, i altres troballes al 1966. En el camp entre la mansio i Watling Street, una depressió circular en el sòl pot demarcar el lloc d'un amfiteatre romà. Un gran vas d'argila amb una figura de Minerva aparegué a prop de l'actual església, i podria haver estat l'indret d'un temple de Minerva. Una marca rectangular al nord-oest del balneari, visible en el temps sec, podria ser l'indret d'un altre temple.
Quan la Legió XIV s'instal·là per primera vegada a Letocetum, degueren usar els camins existents. Watling Street tindria una superfície de pedra l'any 70. Aquesta és la data aproximada de dues monedes trobades al centre de Letocetum sota la primera superfície de la carretera. Una, un dupondi de Neró (64-66), al qual John Kent donà no més de cinc anys d'ús. L'altra moneda, una altra de Neró (66-68) estava en perfectes condicions, quan es va perdre. No hi ha evidència per saber quan Icknield Street fou construïda, però a partir del traçat, es pensa que Watling Street va ser construïda primer. Watling Street s'estengué de Letocetum a Londres en una direcció i en altra cap a Wroxeter i Chester. Icknield Street tenia 7,3 metres d'amplària, s'encreuava amb Watling Street i connectava Letocetum amb Cirencester al sud-oest, i amb Yorkshire al nord-est.

### Les primeresmansioi balnearis
Els fonaments de la darrera mansio construïda i el seu balneari associat els van descobrir al 1912-13. Les cambres de la mansio i del balneari foren buidades: en alguns inferiors nivells estratificats aparegueren vestigis de dues mansio de fusta anteriors.
La primera mansio és datada de 54-60. Era una construcció amb bigues; les parets eren de fusta, algunes d'enlluïdes i altres pintades amb decoració lineal simple. La teulada devia ser de palla i desapareixeria quan l'edifici fou destruït en un incendi. Les cambres es distribuïen al voltant d'un pati quadrat de 19 per 19 metres. A causa de la construcció d'edificis posteriors, el traçat conegut de la primera mansió és prou fragmentat. La data en què la primera mansió fou destruïda és incerta, probablement prop de la primeria del segle II perquè les capes de la destrucció contenien ceràmica de terra sigillata del període Flavi-Trajà, un vas funerari que data del 70-100 i part d'un vidre d'un bol del s. II.

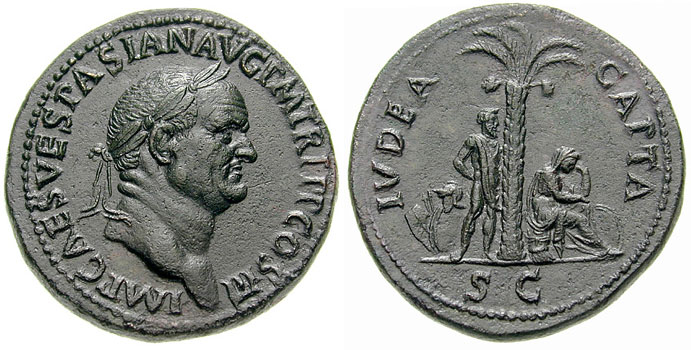
<Denari (efígie de Vespasià). Commemoració de la victòria a Judea (hui Palestina)

L'evidència per al traçat de la segona mansio també és molt fragmentada. Era un edifici amb un pati interior construït amb pilars de albeca ajustats verticalment als fonaments. Les parets eren d'algeps i argamassa i algunes cambres estan pintades en colors brillants. Al pati hi havia un gran pou de 2,29 per 2,44 m i 6,1 mde profunditat. La segona mansio fou desmuntada al voltant del 140-150 durant la construcció de la tercera mansio. El pou es tancà en el mateix període i hi havia un fragment de ceràmica datat del 125-145. A la mateixa època, el segon turó fou abandonat i la ciutat deixà de ser un lloc militar. Una de les darreres característiques militars de Letocetum va ser el fort romà de Castleshaw associat a aquest últim petit fort. Hi aparegué una moneda trajana, datada del 98-117, i ceràmica suggerint el període d'Hadrià o de l'inici del regnat del seu fill adoptiu, Antoní Pius.
El primer balneari aparegué durant una excavació del 1956; en el primer edifici hi havia una moneda desgastada de Vespasià datada del 71; a causa de la condició de la moneda, es creu que aquest edifici s'alçaria al voltant del 100: l'arena de l'obra que va sobreviure és d'alta qualitat, amb pedra finament revestida i una paret de prop d'1,2 m de grossària. Es pensa que la segona mansio, el darrer fort i el primer balneari, arribarien a la fi del període militar de l'indret.

### Desenvolupament civil: La terceramansioi segon balneari

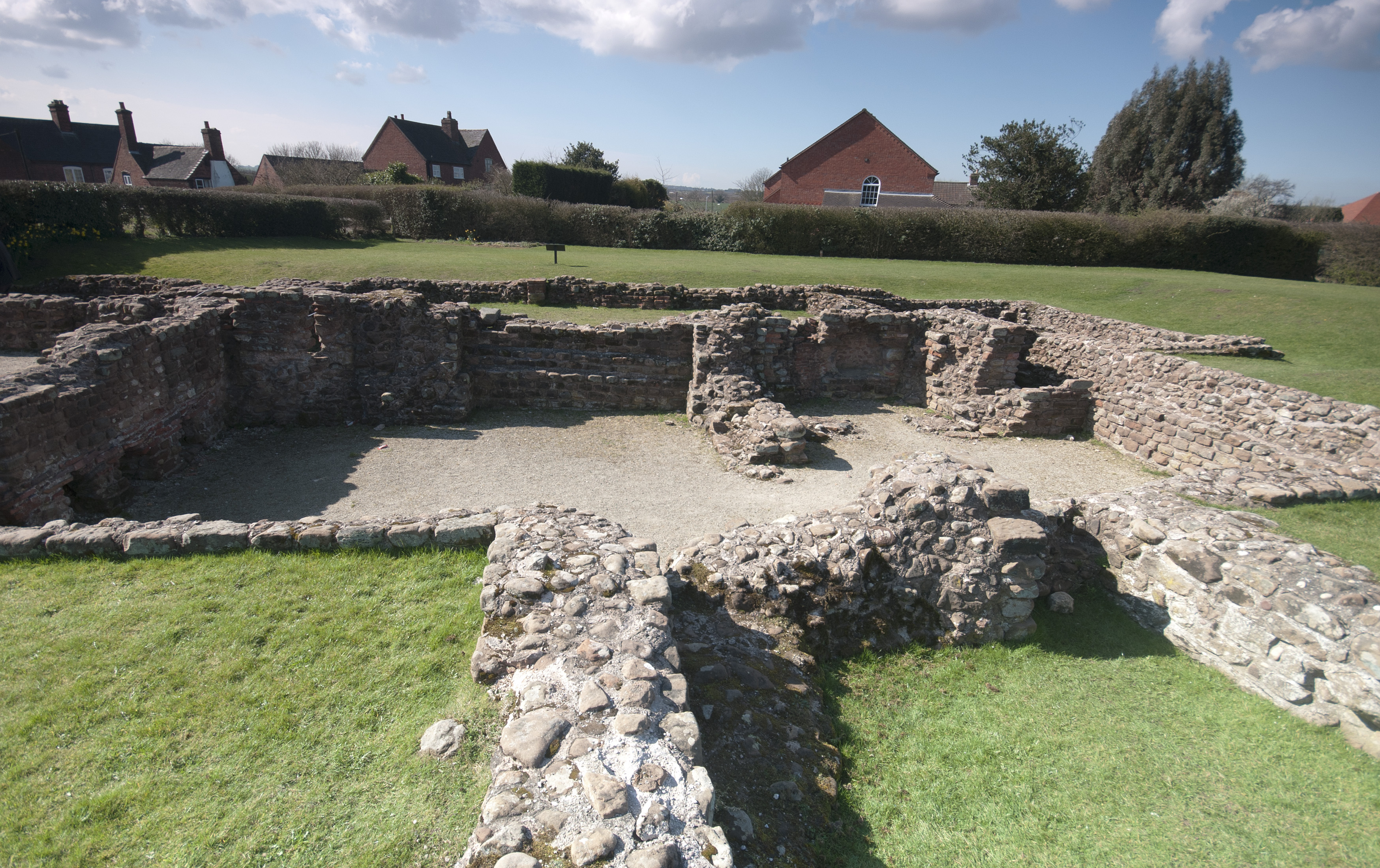
Restes del balneari

Letocetum deixà de ser usat pels militars després del 130, probablement amb la ciutat sota l'autoritat de la civitas dels cornovis amb la capital a Viroconi. Més o menys al voltant d'aquesta època s'hi construïren una nova mansio i balneari. La tercera mansio s'edificà sobre una base de pedra al 130. Tenia almenys dos pisos d'alçada i era coberta per una llarga seqüència de columnes connectades en entaulaments amb teulada, probablement recolzada en columnes de fusta. Enmig de la columnata, una gran porta era l'entrada principal de l'edifici. Després del rebedor hi havia un pati amb columnes; l'àrea central devia ser a cel obert i tal vegada contenia un jardí. Els posts de fusta col·locats al voltant de la columnata suportaven una barana a la part superior.
El rebedor era flanquejat en ambdós costats per grans estances probablement accessibles a partir del pati. Aquell, a l'oest, contenia instal·lacions de bany i un canal que duia a un albelló a la part central de l'edifici, l'altre cap a l'est podria haver estat una sala de guàrdia. A l'oest del pati hi havia tres petites sales que s'obrien a la columnata central.

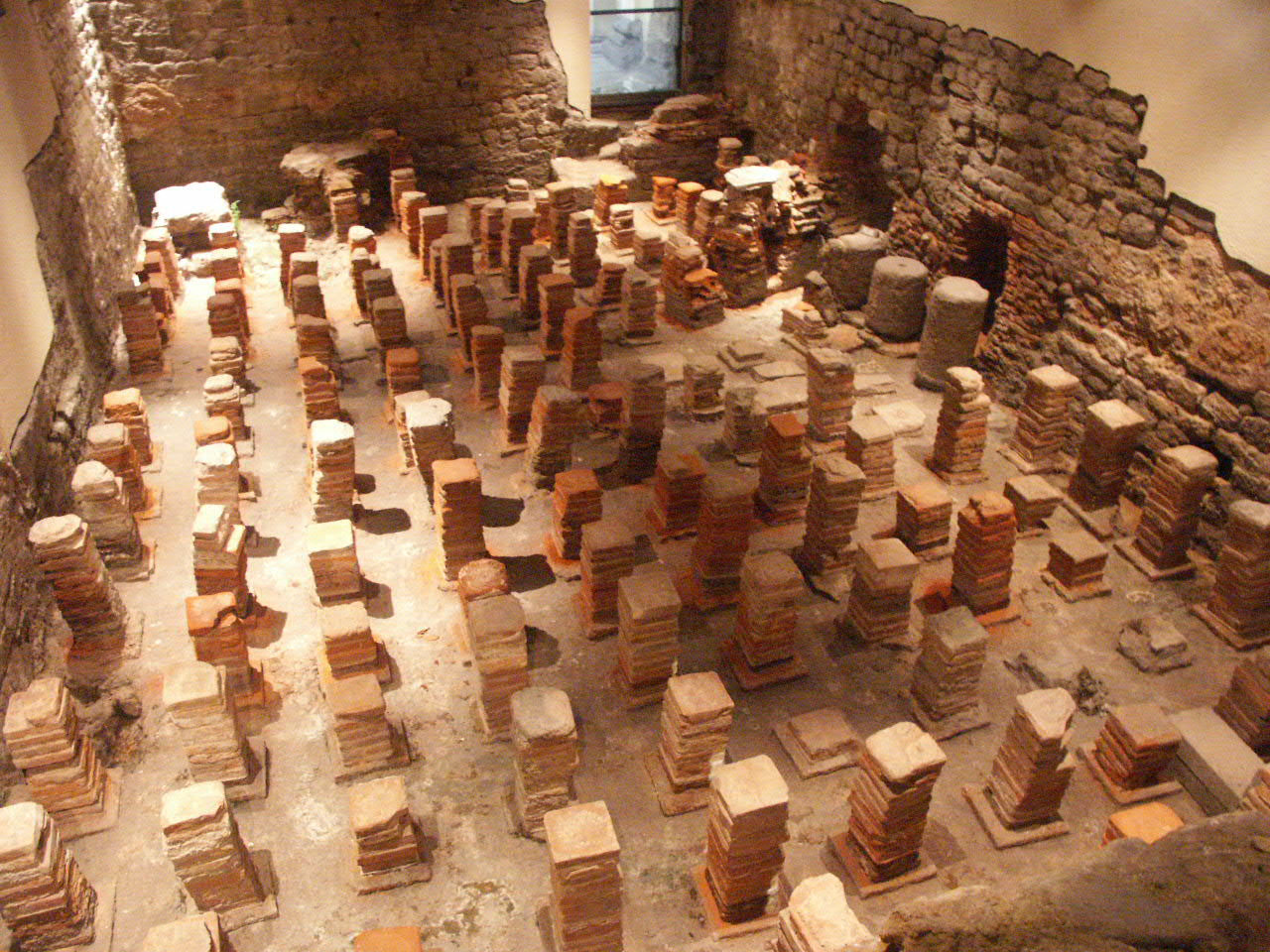
Caldari de les termes de Bath

La funció d'aquestes cambres és incerta, però degueren ser un allotjament privat per als usuaris de la mansio. L'estança més gran de la mansio quedava al nord-est: s'escalfava amb un sistema d'hipocaust canalitzat, afegit temps després que l'edifici es conclogués.
A l'oest de la mansio hi havia un balneari públic, separat per un camí de paral·lelepípedes de 2,4 a 3 m d'amplària. Del carrer, una àrea pavimentada conduïa a una columnata que donava a l'edifici de l'est i continuava al voltant del costat nord. Grans portes al centre de la columnata de l'est s'obrien en un gran pati cobert. Aquest pati pot haver estat una "basílica"; en un assentament d'aquesta grandària n'havia d'haver una, i aquest pati n'és l'únic candidat del jaciment. Al nord del complex termal, hi havia la cambra de servei o el prefurni, que contenia els forns la llenya del sistema d'hipocaust. Aquest sistema d'escalfament subterrani es trobà en el tepidari, en el caldari i en el lacònic amb pilars de teules. L'aire calent dels forns circulava subterràniament entre aquests pilars i es movia cap als laterals de l'edifici a través de caixes de ceràmica encaixades a les parets, i ix de l'edifici a través d'obertures a la teulada en volta.

### Últimes defenses romanes:Mansioi balneari abandonats

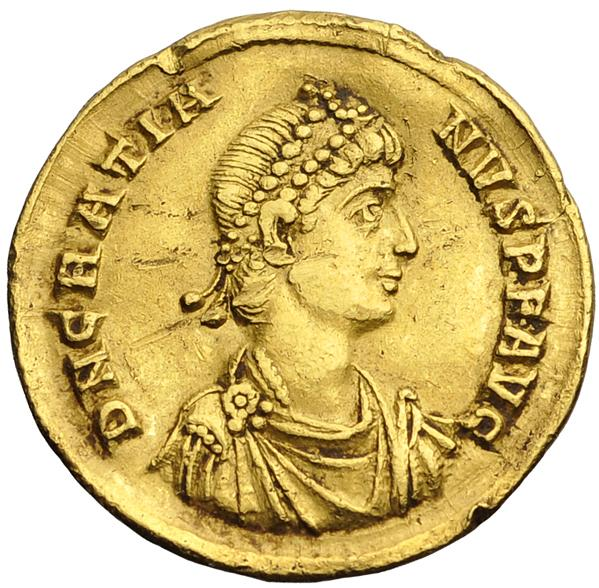
Moneda d'or de l'època de Flavi Gracià. L'última moneda trobada a Letocetum

Letocetum va perdre els edificis públics prop del final del segle III: el balneari i la mansio es cremaren. En aquesta època, es construïren defenses molt sòlides. No se sap perquè s'abandonà el balneari i la mansio, però és probable que en fos econòmica. Altres mansio de la Gran Bretanya semblen haver estat abandonades en el mateix període. Això no implica la fi del servei de l'estació de proveïment de Letocetum: en pot haver estat una reorganització més barata. Les últimes defenses es construïren travessant Watling Street, prop de 150 m a l'est de la mansio. Constaven d'un mur de pedra de prop de 2,7 m de grossor, amb un baluard a la part posterior; l'àrea interna ocupava 2,1 hectàrees. Al 1964, els costats nord i oest van ser identificats i seccionats, i aparegueren els fonaments d'una paret al costat sud-oest. Al costat occidental, una part de la paret encara era en peus a 1,5 metres per sobre del fonaments rasos, però sota terra. Es creu que la paret es construí entre el 275 i el 325.
Sembla que la construcció d'aquestes defenses estava relacionada amb una revolta general de les tribus gal·leses, els ordovics i silurs. La revolta fou ràpidament reprimida, però, per protegir-se contra altres rebel·lions, els romans establiren una sèrie de fortaleses, incloent-hi Letocetum, Penocruci i Uxacona, al llarg de la Watling Street. Els vestigis arqueològics del segle iv són dintre de les defenses i això suggereix que tota la població estava dins les defenses prop del segle IV. La darrera moneda trobada a Letocetum fou encunyada en l'època de l'emperador Gracià i datada del 381. L'administració romana desapareix a la primeria del s. V més res s'ha trobat al jaciment datable després d'aquesta època.

### Període post-romà i posterior reocupació
Durant un temps, l'assentament degué ser important, doncs es llista en la Història dels bretons. Frank D. Reno, citant Graham Webster, escriu: "El mur, apareixent com a Caer Luit Coyt i, sens dubte correctament atribuït, apareix de manera incongruent entre tals grans ciutats i dipòsits militars com York, Londres, Chester, Wroxeter i Caerleon, però, de tota manera, ha d'haver estat un lloc important a causa de la seua inclusió com a ciutat estratègica". Les darreres defenses el transformen en un Caer i s'hi establí un post avançat britànic, possiblement polysià. Encara no s'ha publicat cap evidència històrica o arqueològica corresponent al període immediatament posterior a la partida dels romans. Letocetum perdé tota la importància amb el desenvolupament del poble de Lichfield, al segle vii, seu d'un bisbat.
Quan el jaciment es descobrí, històricament s'anomenava "Wall". Aquest nom es refereix als vestigis de les darreres defenses romanes, part de les quals encara eren dempeus a la primeria del segle xix. Actualment, Letocetum és un jaciment arqueològic a l'aire lliure i museu romà.